# オラぁいちぬけた
『オラぁいちぬけた』は、日本のパンク・ロックバンド、ガガガSPの3枚目のアルバム。2003年3月5日発売。発売元はソニー・ミュージックレコーズ。

## 収録曲
1. 国道二号線(3:39)
作詞・作曲：コザック前田
4thシングル。カップリング曲『梅男』の歌詞の関係でインディーズから発売。
2. ローアンドロー～土着的な愛の唄～(3:41)
作詞・作曲：コザック前田
3. 津山の夜(4:05)
作詞・作曲：コザック前田
後に発売されたシングル「はじめて君としゃべった」では、「津山の夜　ザ・ボートレースver.」として再リリースしている。その際、メンバーがアコースティックギターを弾きながら歌っている。
アルバム「俺様天才偉業集」にも収録された。
4. 満月の夕(3:11)
作詞：中川敬、作曲：山口洋
6thシングル。ソウル・フラワー・ユニオンのカバー。
5. 家路(4:39)
作詞・作曲：コザック前田
6. オラぁいちぬけた(4:40)
作詞・作曲：コザック前田
7. 夏の思ひ出 (2:41)
作詞・作曲：コザック前田
8. 日本語パンクロックの諸君達を語る(5:19)
作詞・作曲：コザック前田
9. 一人ぽっちの世界(3:21)
作詞・作曲：メガマサヒデ
10. 晩秋(2:41)
作詞・作曲：コザック前田
5thシングル
11. 声(6:07)
作詞・作曲：コザック前田
12. ハードコア組曲(1:27)
作詞・作曲：コザック前田
歌詞の中に泉谷しげる・三上寛・高田渡・友部正人が出てくる。
13. 冬色(10:12)
作詞・作曲：コザック前田
「冬色」自体は4分18秒ほどだが、シークレットトラック「青春街道一直線」が収録されている。